# Volfgang Gyulay
Volfgang (Vuk) Gyulay - jedan od četiriju priora pavlinskog samostana u Lepoglavi koji su postali zagrebački biskupi.
Bio je prvi pavlin na stolici zagrebačkih biskupa. Biskupom je postao 1548. godine, a umro je 24. siječnja u 1550. godine u Požunu. Vrijeme u kojem je bio biskup bilo je vrlo teško, u to je doba jenjavao sukob između dva kralja, u kojemu je Ferdinand I. ostao pobjednikom, a Ivan Zapolja umire 1540. godine. To je vrijeme turskih pohoda i osvajanja (Požega, Klis). 